# Volkstribuun

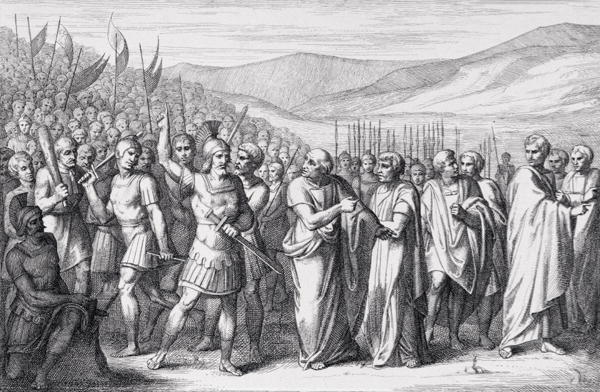
Secessio plebis naar de Monte Sacro, gravure van B. Barloccini (1849)

Volkstribuun (Latijn: tribunus plebis) was een belangrijk ambt in de Romeinse Republiek. De belangrijkste functie van deze volkstribunen was het behartigen van de belangen van de plebejers ('het gewone volk') tegenover het patriciaat.

## Geschiedenis

### Een nieuw ambt
Het Romeins recht kan gezien worden als het eerste Internationaal recht. Het kenmerkte zich door het uniform geldig en toepasbaar zijn van de wetten en een gelijke uitvoering door het gehele rijk. Met de daaraan ook te ontlenen rechten is het zelfs een soort begin van mensenrechten. Dit systeem werd zorgvuldig bewaakt. 
Volgens de overlevering werd het ambt van tribunus plebis, als tegenhanger van de consul, in 494 of 493 v.Chr. door Agrippa Menenius Lanatus ingesteld om de toen rechteloze plebs tegen de patriciërs te beschermen (Er wordt nu echter een latere datum van 471 v.Chr. aangenomen).  Dit gebeurde na de secessio plebis "terugtrekking van het volk", waarbij de plebejers uit protest massaal Rome verlieten.

### Aantal en bevoegdheden
Er werden oorspronkelijk jaarlijks waarschijnlijk twee, vanaf 470 v.Chr. vijf en vanaf 457 v.Chr. tien tribuni gekozen door de raad van de plebejers (concilium plebis). Dit aantal zou tot de stichting van het keizerrijk gelijk blijven. 
Volkstribunen konden wetsovertreders vergeving schenken en de verdediging van beschuldigden op zich nemen. Daarmee waren ze een soort mengeling van wat wij een advocaat noemen en wat in een democratie "de oppositie" genoemd wordt, maar dan structureel aanwezig. Ze hadden het recht de belangen van elke plebejer te beschermen tegen de willekeur van om het even welke patricische instantie, en mochten daartoe hun veto uitspreken tegen ieder besluit van volksvergadering en senaat, en tegen iedere ambtelijke maatregel, zelfs van de consuls. Alleen tegen de dictator en de censores hadden zij géén vetorecht. Zij waren gevolmachtigd om vergaderingen van het plebs bijeen te roepen, daarin voorstellen te doen en als voorzitter dienstdoen. Ze konden ook de senaat bijeenroepen en daar voorstellen doen. 
In de uitoefening van hun ambt genoten zij de status van onschendbaarheid (sacrosanctitas) en waren slechts in hun rechten beperkt door de mogelijke interventie van een collega. De macht van de tribuun beperkte zich tot de stad Rome. Hij had geen macht over gouverneurs van provincies en zijn onschendbaarheid gold maar tot een mijl buiten de stadsmuren van Rome.
Sinds de politieke gelijkstelling van plebejers en patriciërs in 287 v.Chr. werden zij vertegenwoordigers van het gehele volk. Het ambt maakte nu deel uit van de officiële rangorde in de magistratuur en werd vaak gebruikt om sociaal-politieke hervormingen door te drijven, zoals de gebroeders Gracchus deden. Hoewel hun plaats in de hiërarchie van de magistraturen vrij laag was, werden zij toch geleidelijk de machtigste en meest gevreesde magistraten van Rome. Het consulaat bestond daarna uit een consul en plebejer.

### Toekenning van detribunicia potestasaan deprinceps
Imperator Caesar Augustus trok de uitgebreide bevoegdheid van het ambt (tribunicia potestas) naar zich toe en legitimeerde hiermee - in combinatie met een imperium maius - zijn gezag. Zijn opvolgers in het keizerschap zouden dit ook doen, zoals onder andere kan worden opgemaakt uit de Lex de imperio Vespasiani. Een keizer vermeldde na zijn officiële naam dan ook meestal het aantal keren hij de titel van Imperator had gekregen en het aantal keren dat zijn tribunicia potestas was vernieuwd.

### Gebruik van de titel na de oudheid
De titel volkstribuun werd later ook gevoerd door Cola di Rienzi, leider van een Romeinse volksopstand in 1347. Twee eeuwen later zou Machiavelli het opnieuw instellen van volkstribunen bepleiten als tegenmacht voor de vermogende elites in de Italiaanse stadstaten.